# Czas zwilżenia
Czas zwilżenia – czas zwilżenia wodą powierzchni rośliny niezbędny patogenowi do zainfekowania rośliny. Ważne pojęcie w fitopatologii, dotyczące zwłaszcza chorób wywoływanych przez grzyby i lęgniowce. Zazwyczaj czynnikami infekcyjnymi u patogenów tych chorób są zarodniki. Są one silnie odwodnione, zawierają wody nie więcej niż 20%. Zwilżenie powierzchni rośliny jest zarodnikowi niezbędne do zainicjowania i dokończenia infekcji. Pobierając wodę z powierzchni rośliny zarodnik kiełkuje, wypuszcza strzępkę rostkową, wytwarza appressoria przymocowujące go do powierzchni rośliny i strzępkę infekcyjną ze ssawkami wnikającą do rośliny. Dopiero po nawiązaniu poprzez ssawki kontaktu z żywicielem może czerpać wodę z jego tkanek. Wyjątkiem są gatunki mączniakowców (Erysiphales) i rdzowatych (Pucciniaceae), których zarodniki zawierają dużo wody (55–75%) i do infekcji wystarczy im niewielka ilość wody – pobierają ją w postaci pary wodnej z powietrza, jeśli jego wilgotność jest większa od 90%.
Czas zwilżenia jest charakterystyczny dla poszczególnych gatunków patogenów i zależy także od temperatury otoczenia. Znajomość tej zależności pozwoliła na opracowanie programu zwalczania najgroźniejszej choroby jabłoni – parcha jabłoni. W 1951 r. Mills i Laplante opracowali tzw. tabelę Millsa, która jest podstawą do opracowania kalendarza oprysków w zależności od długotrwałości opadów i temperatury powietrza. 
Konieczność zwilżenia wodą powierzchni rośliny jest przyczyną tego, że grzybowe choroby roślin rozprzestrzeniają się głównie w okresie długotrwałych deszczów. Ponadto deszcz jest zazwyczaj niezbędny także do procesu wyzwalania się zarodników z owocników, a wiatr podczas burzy roznosi zarodniki. Chorobom grzybowym sprzyja sztuczne deszczowanie i nieumiejętne podlewanie. W większości przypadków deszczowanie wyklucza się przy uprawie roślin podatnych na choroby grzybowe, podlewanie należy natomiast tak przeprowadzać, by wodą zwilżać tylko glebę, nie zwilżając rośliny. W uprawach pod osłonami należy wietrzyć szklarnie i tunele, by uniknąć nadmiernej wilgotności powietrza.